# Kita
Kita là chi thực vật có hoa trong họ Acanthaceae.